# Haxhi Lleshi

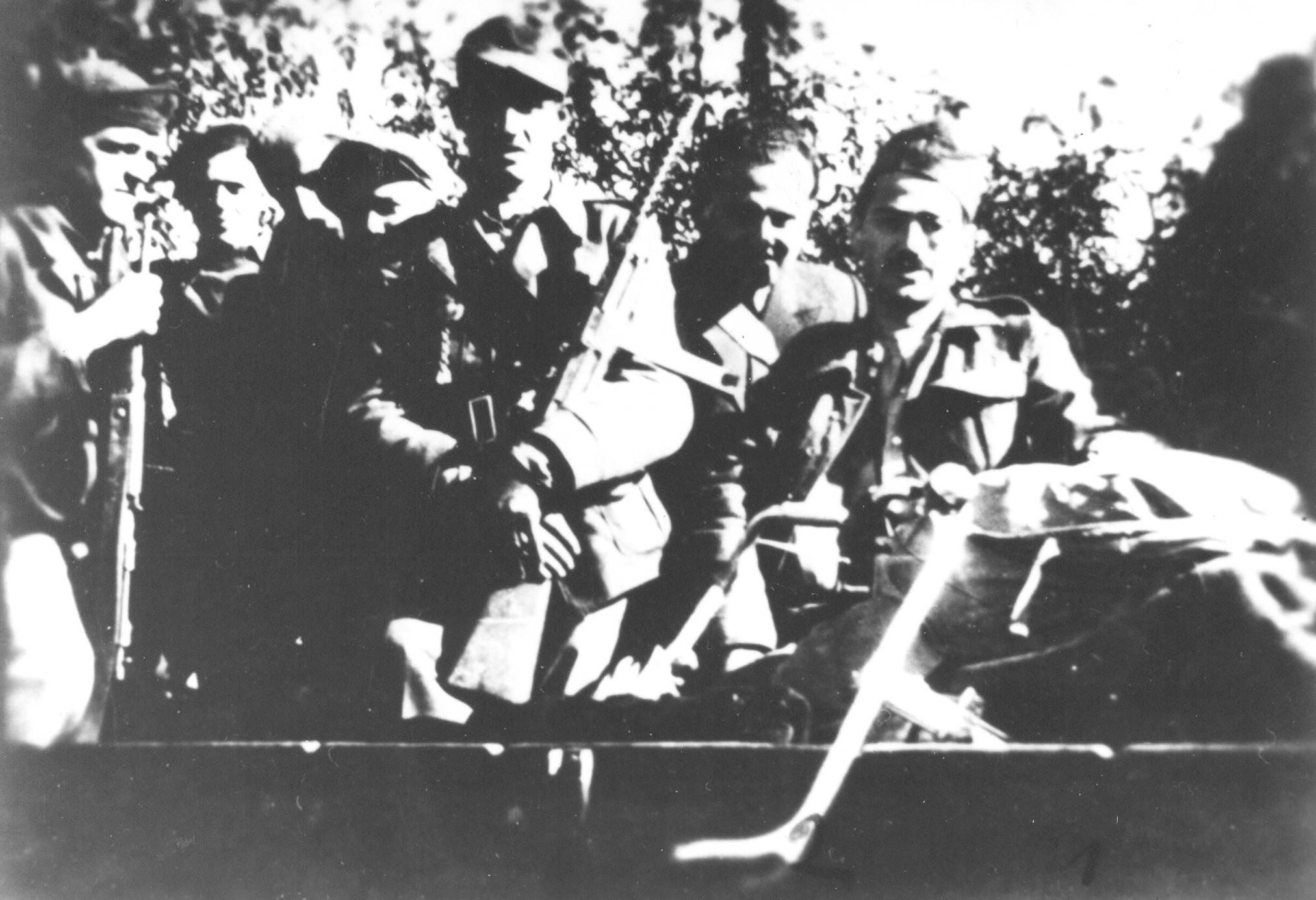
Venko Markovski en Haxhi Lleshi bij Debar (1943)

Haxhi Lleshi (Dibër, 1 mei 1913 - Tirana, 1 januari 1998) was een Albanees communistisch politicus. Tijdens de Tweede Wereldoorlog streed hij tegen de Italiaanse en Duitse bezetters en werd lid van de Albanese Communistische Partij (ACP). 
Lleshi kreeg de rang van generaal-majoor in de vrije Albanese strijdkrachten, en werd in 1944 gevolmachtigde voor Binnenlandse Zaken in de communistische bevrijdingsraad (LNC) van Enver Hoxha. Van 1944 tot 1946 was Lleshi minister van Binnenlandse Zaken. Van 1953 tot 1982 was hij voorzitter van het Presidium van de Volksassemblee (= staatshoofd van Albanië). Hij keerde zich in 1956 scherp tegen de destalinisatie in de Sovjet-Unie, en noemde de Russische leider Chroesjtjov "een verrader van het communisme, die op het punt staat zich aan de kapitalisten uit te leveren". 
Tijdens de afbrokkeling van het stalinistische bewind verscheen Lleshi weer korte tijd op het politieke toneel. Toen zijn opvolger Ramiz Alia op 20 februari 1991 na hevige onlusten presidentieel bestuur instelde, benoemde hij twee dagen later een presidentiële raad, waarin naast de nieuwe premier Fatos Nano ook onder anderen de oud-president Haxhi Lleshi zitting had. Dit duurde tot aan de verkiezingen van 1992, die de oppositie aan de macht brachten.
In 1996 werd hij door een rechtbank in Tirana veroordeeld tot 25 jaar gevangenisstraf, later werd dit omgezet in 5 jaar gevangenisstraf. Wegens ziekte kwam hij echter direct vrij.
Wegens zijn aandeel in de bevrijdingsstrijd tijdens de Tweede Wereldoorlog verkreeg Lleshi de onderscheiding van Albanese Volksheld en Held van de Sovjet-Unie.
- Gemeinsame Normdatei: 119484633
- International Standard Name Identifier: 0000 0000 5752 5837
- Library of Congress Control Number: n98030764
- Virtual International Authority File: 45112966
- WorldCat: E39PBJfCrt6yT4wrBjGmtD9hpP